# Abdullah Durak
Abdullah Durak (* 1. April 1987 in Niğde) ist ein türkischer Fußballspieler.

## Karriere
Abdullah Durak kam in der zentralanatolischen Stadt Niğde zur Welt. Hier begann er mit dem Vereinsfußball in der Jugend von Kemerhisar Belediyespor und wechselte wenig später in die Jugend von Niğde Belediyespor. 2005 wurde er vom türkischen Erstligisten Kayserispor gescoutet und wechselte dann in deren Jugend. Im Sommer 2007 wurde er dann Profi-Spieler, spielte aber weiterhin für die Reservemannschaft. Um ihm Spielpraxis zu ermöglichen, lieh man ihn in der Winterpause für den Rest der Saison an den Viertligisten Kastamonuspor aus. Hier machte er sein Debüt als Profifußballer und kam insgesamt auf 13 Einsätze.
Zur Saison 2008/09 zu Kayserispor zurückgekehrt gelang ihm der Durchbruch in der Profimannschaft. Über die Jahre etablierte er sich als wichtiger Leistungsträger der Mannschaft. In der Erstligasaison 2012/13 wurde er mit seinem Verein Tabellenfünfter der Süper Lig und wiederholte damit die beste Erstligaplatzierung der Klubgeschichte. Nachdem sein Klub am Ende der Saison 2013/14 den Klassenerhalt verfehlt hatte, ging Durak mit der Mannschaft in die TFF 1. Lig, in die zweithöchste türkische Spielklasse. Hier beendete er mit seinem Team die erste Saison als Meister und erreichte damit den direkten Wiederaufstieg.
Zur Saison 2015/16 wechselte er zum Erstligisten Kasımpaşa Istanbul. Für Kasımpaşa spielte Durak bis Januar 2018 und wechselte danach in zweite Liga zu Çaykur Rizespor.

### Nationalmannschaft
Abdullah Durak spielte fünfmal für die türkische U-21 Jugendnationalmannschaft. Zudem spielte er 2011 zweimal für die zweite Auswahl der türkischen Nationalmannschaft.

## Erfolg
Kayserispor
- Tabellenfünfter der Süper Lig: 2012/13
- Meister der TFF 1. Lig und Aufstieg in die Süper Lig: 2014/15